# Аль-Фатех (футбольний клуб)
«Аль-Фатех» (араб. نادي الفتح الرياضي) — саудівський футбольний клуб з Ель-Хаси, заснований 1958 року.

## Історія
«Аль-Фатех» був заснований 8 жовтня 1958 року і є одним з найстаріших футбольних клубів Ель-Хаси. Незважаючи на це клуб протягом 50 років не грав на вищому рівні. У сезоні 1998/99 він став переможцем Другого дивізіону і вийшов у Перший. Проте вже через два роки знову вилетів у третю за значимістю лігу Саудівської Аравії. Там «Аль-Фатех» провів наступні два сезони, у 2003 році знову завоювавши місце в Першому дивізіоні. За підсумками чемпіонату 2008/09 команда з Ель-Хаси вперше в своїй історії вийшла у найвищу саудівську лігу.
У дебютному сезоні на вищому рівні «Аль-Фатех» грав роль середняка Про-ліги. Після першої половини чемпіонату 2010/11 клуб опинився у зоні вильоту, але потім зумів виправити ситуацію, фінішувавши на дев'ятому місці.
У сезоні 2012/13 «Аль-Фатех» став справжньою сенсацією чемпіонату Саудівської Аравії. Після нічиєї в першому турі він видав серію з семи перемог поспіль, закріпившись на вершині турнірної таблиці. Команда змогла не тільки утриматися на ній, але і збільшила свій відрив від другого місця до 8 очок. Найкращим бомбардиром «Аль-Фатеха» в тому турнірі став з 17 голами конголезький нападник Доріс Фуакумпуту, який посів друге місце в загальному списку чемпіонату. Цей успіх дозволив клубу дебютувати в азійській Лізі чемпіонів в 2014 році. «Аль-Фатех» провалився на міжнародному рівні, посівши останнє місце в групі з іранським «Фуладом», узбецьким «Бунедкором» і катарським «Аль-Джаїшем». Більше того, команда зуміла вперше забити лише в п'ятому турі. У національному чемпіонаті її справи складалися також ненабагато краще: чинний чемпіон знову став грати звичну для себе роль середняка. За підсумками сезону «Аль-Фатех» залишив її головний тренер, тунісець Фатхі аль-Джабаль, який очолював його з 2008 року, і з яким пов'язані всі головні досягнення в історії клубу з Ель-Хаси.
Новим наставником «Аль-Фатеха» перед початком сезону 2014/15 став колишній гравець мадридського «Реала» Хуан Хосе Маккеді. Але він покинув команду вже після шести турів Про-ліги, в яких «Аль-Фатех» зумів домогтися лише однієї перемоги при п'яти поразках.
Перед стартом сезону 2016/17 «Аль-Фатех» очолив відомий португальський футболіст Рікарду Са Пінту. Але його перебування стало ще більш швидкоплинним: він залишив свій пост після четвертого туру, за підсумками яких команда набрала лише одне очко. У клуб повернувся Фатхі аль-Джабаль, однак зміна наставника не вплинула на результати: клуб осів на дні турнірної таблиці, а першу перемогу зумів здобути лише в 11-му турі.

## Досягнення
- Чемпіон Саудівської Аравії: 2012–13
- Володар Суперкубка Саудівської Аравії: 2013